# 寶藏巖鬼哭
寶藏巖鬼哭，是位於台灣台北市寶藏巖的傳說，內容為橫死在寶藏巖附近的人的靈魂每天晚上都會出來哭泣，直到有人為其祭祀才逐漸停止。

## 傳說
建造寶藏巖的郭治亨的九歲孫女在1754年4月的一場大地震中喪生，死在寶藏巖附近的石壁潭水中，她的鬼魂在入夜後都哭泣不止，而郭治亨入寺為僧的兒子佛求知道後便開始為女兒祈求冥福，哭聲才逐漸消失。然而，雖然哭聲停止了，但其靈魂仍留在潭中，導致每年都有人在其中溺死。

## 其他版本與研究
另有版本的內容說，死者並不是佛求女兒，而是佛求本人，但根據其記載年份判其他文獻的內容判斷，應該是記載者的記載失誤。